# Giuseppe Fracassi
Giuseppe Fracassi (Paterno, 23 luglio 1916 – 15 aprile 1984) è stato un politico italiano.

## Biografia
Laureato in giurisprudenza, avvocato, era funzionario di partito della Democrazia Cristiana, con la quale ebbe numerosi incarichi sia come deputato (dalla III alla V legislatura) che come senatore (dalla VI alla IX legislatura). Morì durante la IX legislatura nel 1984 e venne sostituito da Corradino Di Stefano. Fu anche sottosegretario di Stato nei governi Rumor e Moro.